# Julie Kavner

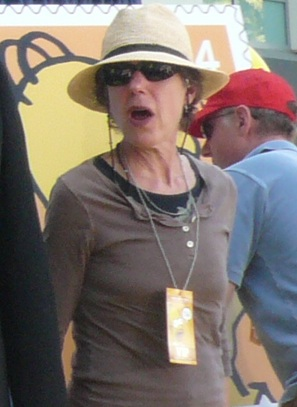
Julie Kavner (2009)

Julie Deborah Kavner (* 7. September 1950 in Los Angeles, Kalifornien) ist eine US-amerikanische Schauspielerin. Sie ist bekannt für ihre Rolle als Brenda Morgenstern in der Fernsehserie Rhoda (1974–1978) und als Stimme von Marge Simpson in der Cartoon-Serie Die Simpsons (seit 1989).

## Biografie
Julie Kavner wurde in Los Angeles (Kalifornien) geboren und wuchs in Süd-Kalifornien auf. Sie absolvierte die Beverly Hills High School und studierte Theaterkunst an der San Diego State University, wo sie mit Auszeichnung bestand.
Ihre erste große Fernsehrolle hatte sie ab 1974 in der Fernseh-Sitcom Rhoda, die sie insbesondere in den Vereinigten Staaten bekannt machte. In den 1980er-Jahren spielte sie in einigen Filmen von Woody Allen mit: Radio Days (zusammen mit Michael Tucker, Mia Farrow, und Dianne Wiest); New Yorker Geschichten (mit Woody Allen); Alice (wieder mit Farrow); Hannah und ihre Schwestern (mit Michael Caine), und in Harry außer sich (mit Richard Benjamin und Julia Louis-Dreyfus).
Bei The Simpsons ist Kavner die Stimme von Marge Simpson, Patty Bouvier, Selma Bouvier, Jacqueline Bouvier und Gladys Bouvier. Marge spricht sie eine Oktave höher, Selma und Patty eine Oktave tiefer und einiges rauchiger. Sie zählt in diesem Zusammenhang mit einem Verdienst von 400.000 US-Dollar pro Episode zu den bestbezahlten Personen im US TV-Geschäft.
Im König der Löwen 1 1/2 (oder auch König der Löwen 3:Hakuna Matata) sprach sie die Mutter von Timon.
Im Film Click mit Adam Sandler spielte sie die Mutter. Im mehrfach nominierten Film Zeit des Erwachens spielte sie an der Seite von Robin Williams und Robert De Niro.
2018 wurde sie in die Academy of Motion Picture Arts and Sciences berufen, die jährlich die Oscars vergibt.
Kavner war seit den 1970er Jahren bis zu seinem Tod am 4. November 2022 mit dem Produzenten und Drehbuchautor David Davis verheiratet. Gemeinsam hatten sie ein Kind.

## Filmografie (Auswahl)
- 1974–1978: Rhoda (Fernsehserie, 109 Folgen)
- 1975: Petrocelli (Fernsehserie, Folge 2x06)
- 1977: Lou Grant (Fernsehserie, Folge 1x11)
- 1980: Terror in New York (Revenge of the Stepford Wives, Fernsehfilm)
- 1980: Taxi (Fernsehserie, Folge 3x02)
- 1982: National Lampoon’s Movie Madness
- 1985: Weißkittel – Dümmer als der Arzt erlaubt (Bad Medicine)
- 1986: Hannah und ihre Schwestern (Hannah and Her Sisters)
- 1987: Radio Days
- 1987: Nicht jetzt, Liebling (Surrender)
- 1987–1989: Die Simpsons Shorts (The Simpsons: Tracey Ullman Shorts, Fernsehserie, 34 Folgen, Stimme)
- 1987–1990: Die Tracey Ullman Show (The Tracey Ullman Show, Fernsehserie, 42 Folgen)
- 1989: New Yorker Geschichten (New York Stories)
- seit 1989: Die Simpsons (The Simpsons, Fernsehserie, Stimme)
- 1990: Zeit des Erwachens (Awakenings)
- 1990: Alice
- 1991: Schatten und Nebel (Shadows and Fog)
- 1992: Showtime – Hilfe, meine Mama ist ein Star (This Is My Life)
- 1994: I’ll Do Anything oder: Geht’s Hier nach Hollywood? (I’ll Do Anything)
- 1995: Vergiß Paris (Forget Paris)
- 1996: Jakes Frauen (Neil Simon’s ‚Jake’s Women‘, Fernsehfilm)
- 1996–1999: Tracey Takes On… (Fernsehserie, 10 Folgen)
- 1997: Harry außer sich (Deconstructing Harry)
- 1998: Dr. Dolittle (Stimme)
- 2001: Männerzirkus (Someone Like You, Stimme)
- 2004: Der König der Löwen 3 – Hakuna Matata (The Lion King 1½, Stimme)
- 2006: Klick (Click)
- 2007: Die Simpsons – Der Film (The Simpsons Movie, Stimme)
- 2014: Family Guy (Fernsehserie, Folge 13x01 Simpsons Guy, Stimme)

## Auszeichnungen
- 1975:	Nominierung-Emmy Award als beste weibliche Nebendarstellerin in einer komödiantischen Fernsehserie für Rhoda
- 1975: Nominierung-Golden Globe Award als beste weibliche Nebendarstellerin für Rhoda
- 1975: Nominierung-Emmy Award als beste weibliche Darstellung in einem Special	für The Girl Who Couldn’t Lose
- 1976: Nominierung-Emmy Award als beste weibliche Nebendarstellerin in einer komödiantischen Fernsehserie für Rhoda
- 1976: Nominierung-Golden Globe Award als beste weibliche Nebendarstellerin für Rhoda
- 1977: Nominierung-Emmy Award als beste weibliche Nebendarstellerin in einer komödiantischen Fernsehserie für Rhoda
- 1977: Nominierung-Golden Globe Award als beste weibliche Nebendarstellerin für Rhoda
- 1978: Emmy Award als beste weibliche Nebendarstellerin in einer komödiantischen Fernsehserie für Rhoda
- 1978: Nominierung-Golden Globe Award als beste weibliche Nebendarstellerin für Rhoda
- 1987: Nominierung-Emmy Award als beste individuelle Leistung in einem Variety der Musik-Music Programm für Die Tracey Ullman Show
- 1988: Nominierung-Emmy Award als beste individuelle Leistung in einem Variety der Musik-Music Programm für Die Tracey Ullman Show
- 1989: Nominierung-Emmy Award als beste individuelle Leistung in einem Variety der Musik-Music Programm für Die Tracey Ullman Show
- 1990: Nominierung-Emmy Award als beste individuelle Leistung in einem Variety der Musik-Music Programm für Die Tracey Ullman Show
- 1992: Emmy Award als beste Synchronstimme für Die Simpsons: I Married Marge
- 2004: Young Artist Award als Beliebteste Mama-und-Papa-Performance in einem Fernsehprogramm für Die Simpsons
- 2008: Nominierung-Annie Award als beste Synchronstimme für Die Simpsons – Der Film